# 13239 Kana
13239 Kana (1998 KN) là một tiểu hành tinh vành đai chính được phát hiện ngày 21 tháng 5 năm 1998 bởi A. Nakamura ở Kuma Kogen.